# زهية منتوري
زهية منتوري (1947 - توفيت في 12 يوليو 2022) سياسية جزائرية، شغلت منصب وزيرة الصحة والشؤون الاجتماعية بحكومة غزالي الثالثة.